# Minefer
Minefer (ancien égyptien : mỉ-nfr, « Comme la beauté ») est une reine d'Égypte de la XXe dynastie pendant le Nouvel Empire. Elle serait grande épouse royale du pharaon Ramsès III.

## Titres
Minefer est attestée sur l'une de ses ouchebtis avec le titre de « Mère du Roi » (mwt-nswt). Elle a donc probablement porté le titre d'« Épouse du Roi » (ḥmt-nswt), et peut-être même le titre plus important de « Grande épouse royale » (ḥmt-nswt-wrt).

## Généalogie
La filiation de Minefer reste inconnue, bien qu'elle ait pu être une roturière. Des inscriptions sur des ouchebtis découverts lors d'une nouvelle fouille de QV42 par Christian Leblanc en 1990-1991 suggèrent qu'elle a été enterrée avec son fils probable, le prince Parêherounemef.

## Sépulture
Minefer a été enterrée dans la tombe QV42 de son fils Parêherounemef dans la vallée des Reines. N'ayant trouvé que son sarcophage, le lieu où se trouve sa momie reste inconnu.
Cette tombe est la seule tombe de la XXe dynastie qui possède une salle à piliers, avec des voûtes en berceau (la chambre funéraire E). La mort précoce du prince peut expliquer les quelques aspects inachevés de sa tombe (la décoration non peinte de la porte F et l'absence de décoration dans la chambre G) et sa comparaison avec les tombes de la XIXe dynastie des épouses de Ramsès II avec leurs chambres funéraires à piliers. Selon Elizabeth Thomas en 1966, la tombe a peut-être été construite à l'origine pour Minefer ou une autre reine et commencée à la fin de la XIXe dynastie, mais a été clairement usurpée par Parêherounemef. L'espace creusé dans le sol de la chambre funéraire contenait probablement le cercueil. Des fragments d'un sarcophage en granit trouvés par Schiaparelli (au musée de Turin) suggèrent que la tombe a été réutilisée, le cartouche ayant été effacé. La qualité des reliefs peints est élevée, bien qu'ils soient aujourd'hui noircis par une réutilisation ultérieure. Une technique de peinture différente (enduit peint) est utilisée pour la représentation de la reine sans nom.